# أداي (اثنين أداي)
أداي هي إحدى مشيخات المملكة المغربية، تتبع جغرافيا لإقليم تيزنيت وإداريًا لاثنين أداي. يقدر عدد سكانها بـ 2727 نسمة حسب الإحصاء الرسمي للسكان والسكنى لسنة 2004.